# Chacalapa
Chacalapa es una localidad del estado mexicano de Guerrero. Es parte del municipio de Igualapa.

## Toponimia
El nombre «Chacalapa» proviene de los términos en náhuatl: chacallin, camarón; apan, río. Su significado es «río de los camarones».

## Demografía
| Gráfica de evolución demográfica |
|                                  |

| Censo | Población |
| ----- | --------- |
| 1900  | 35        |
| 1910  | 270       |
| 1921  | 283       |
| 1930  | 384       |
| 1940  | 338       |
| 1950  | 470       |
| 1960  | 647       |
| 1970  | 612       |
| 1980  | 904       |
| 1990  | 1 155     |
| 2000  | 1 440     |
| 2010  | 1 371     |
| 2020  | 1 449     |